# Colònia de Fernando Poo

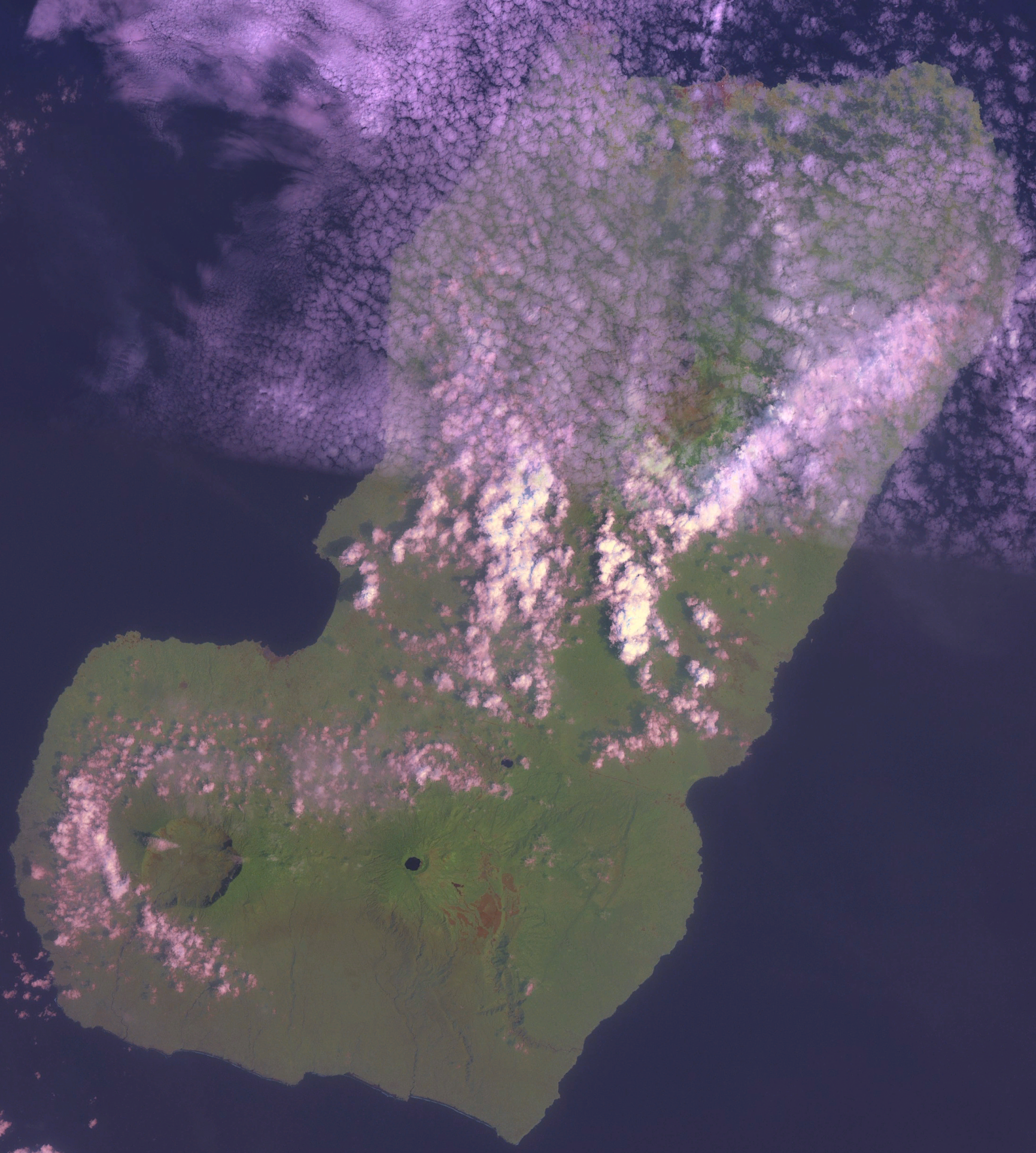
Imatge de satèl·lit de Bioko.

Fernando Poo és una illa situada en el golf de Guinea, avui anomenada Bioko i pertanyent a Guinea Equatorial. S'hi troba la capital del país, Malabo abans Santa Isabel. Està a 32 km de les costes de Camerun i té una àrea de 2.017 km². La seva població (2005) és de 130.000 habitants. El nom de l'illa ve del seu descobridor al segle xv, Fernão do Pó.

## Història
Existeix la possibilitat que l'illa fos visitada per Hannón, un explorador cartaginès que va emprendre un viatge al llarg de la costa occidental d'Àfrica cap a finals del segle vi aC o començaments del s. V a. C.

### Colonització de l'illa
La colonització humana de l'illa es produeix cap als segles V-VI aproximadament, per petites expedicions des de diferents punts de la costa del Golf, i configurant amb el temps un grup sociocultural diferenciat dels seus orígens bantú, els clans bubi. Dins de la mitologia popular ha perviscut el nom de Momiatú com el llegendari capdavanter dels primers establiments. L'estructura de clans que s'anirà configurant amb el pas del temps mantindrà unes regulars però febles comunicacions amb el continent. L'illa va rebre el nom de Etulá per part dels antics colons bubíes.

### L'illa i Portugal
El 1472 va arribar a l'illa el navegant portuguès Fernão do Pó (Fernando Poo en castellà), qui la va descobrir per a Europa i la va batejar amb el nom de Flor Formosa. Més tard es va canviar el nom al de Fernando Poo, en honor del seu descobridor.
El 15 de juliol de 1580 Portugal i les seves possessions van passar a la corona espanyola, cosa que va persistir fins a l'1 de desembre de 1640. En aquest temps la Companyia Holandesa de les Índies Orientals van establir una posició comercial a Annobón (del 16 de desembre de 1598 al 2 de gener de 1599) i acabat el domini espanyol sobre Portugal, altre cop l'octubre de 1641 (que es va mantenir fins al 1648) ; el 1642 es va establir una altra factoria comercial a Fernando Poo que no fou permanent però també va persistir fins al 1648; sempre es va fer sense consentiment de Portugal, centralitzant des d'allí temporalment el comerç d'esclaus del golf de Guinea, si bé els portuguesos van tornar a fer acte de presència a l'illa en 1648, substituint la Companyia holandesa per una pròpia dedicada al mateix comerç i establerta en el veí Regne Benga de l'illa de Corisco o Mandj. Al llarg d'aquest mateix segle xvii es configura lentament un embrionari regne conformat pels clans bubi, sobretot després de l'actuació en aquest sentit d'alguns caps locals com Molambo (aprox. 1700-aprox. 1760) durant un període de forta esclavitud a la zona, situació que va obligar els clans bubis a abandonar els seus establiments costaners i instal·lar-se a l'interior. L'abril del 1662 la Companyia Holandesa retornava a Annobon on va restar fins al 1664.

### L'illa i Espanya
L'illa va romandre en mans portugueses fins a març de 1778, després dels tractats de Sant Ildefons (1 d'octubre de 1777, ratificat el dia 11) i del Pardo (11 de març de 1778, ratificat el dia 24), pels quals se cedien a Espanya les illes guineanas, juntament amb drets de tracta esclavista i lliure comerç en un sector de la costa del golf de Guinea, entre els rius Níger i Ogooué. El 17 d'abril de 1778 va sortir des de Montevideo una expedició formada pels bucs "Santa Catalina" i "Soledad" i el bergantí "Santiago" per prendre possessió de Fernando Poo i la resta dels territoris, dirigida pel brigadier dels Reals Exèrcits Felipe de Santos Toro comte d'Argelejos. En la badia de Boloko, el Comte d'Argelejos va desembarcar (24 d'octubre de 1778) prenent possessió del lloc en nom de Carlos III, construint-se així la petita població de Sant Carlos (actual Sant Carlos de Luba). A partir d'aquest moment, l'illa va formar part administrativament de la Governació de Fernando Poo i Annobón, integrant-se, al costat de la resta de territoris espanyols de la Guinea, en el Virregnat del Riu de la Plata; d'octubre de 1778 a novembre de 1780 s'establirà un governador espanyol. El Comte d'Arjelejos va morir el 14 de novembre de 1778, quedant al comandament Fernando Primo de Rivera fins que el 31 d'octubre de 1780 una revolta de les seves tropes el va fer presoner, traslladant-se els supervivents a l'illa de Sao Tomé pertanyent a Portugal, evacuant així l'illa els espanyols el 30 de desembre de 1781.
Després de la Revolució de Maig (1810) es produeix el desmembrament definitiu del Virregnat.
Després de Molambo sobresurt la figura d'un altre cap local, Lorite (1760–1810), a qui succeirà Lopoa (1810–1842?). El període d'hegemonia d'aquest últim sobre els diferents clans de l'illa coincideix amb la intervenció britànica sobre l'illa entre 1827 i 1840, establint diferents llocs, els principals d'ells Port Clarence i Sant Carlos. La situació espanyola després de la Guerra del Francès, era inestable i el 27 d'octubre de 1827 els britànics es van establir a Fernando Poo al lloc que van anomenar Port Clarence (després Santa Isabel, moderna Malabo). El 23 de febrer de 1843 l'espanyol Juan José Lerena  va desembarcar a Port Clarence (rebatejat Santa Isabel) i va reclamar la sobirania denunciant l'ocupació britànica, que de totes maneres va seguir a diversos llocs. El 15 de març de 1843 un tractat va cedir a Espanya el regne Benga que incloia el Cap Sant Joan, i les illes Corisco (Mandj), Elobey Grande i Elobey Chico. Els reietons Madabita (aprox. 1842–1860) i Sepoko (1860–1874 o 1875) seran els principals líders locals en aquest període de creixent intervenció espanyola. Finalment els britànics van abandonar l'illa el 27 de maig de 1858 i la marina espanyola va prendre possessió formal. El 20 de juny de 1861 es va publicar la Real Ordre per la qual es converteix l'illa de Fernando Poo en presidi espanyol; a l'octubre del mateix any es dicta la Real Ordre per la qual, al no oferir-se voluntàriament negres emancipats de Cuba per immigrar a Guinea, es disposa que de no presentar-se voluntaris es procedeixi a l'embarcament, sense el seu consentiment, de 260 negres cubans. A destacar també la immigració de desenes d'exiliats intel·lectuals i polítics espanyols.
Tot aquest període es traduirà en la segona meitat del s. XIX en la unificació de tots els clans bubi sota el rei Moka (1875–1899), situació que no duraria molt a causa del creixent intervencionisme colonial espanyol. El 26 de febrer de 1885 Río Muni al continent africà fou declarat protectorat espanyol com a part del presidi de Fernando Poo, d'acord amb el que s'havia decidit en el Congrés de Berlín. Durant el període 1887-1897, diversos representants espanyols estableixen relacions amb el rei Moka de l'illa. El 27 de juny de 1900 França va renunciar a part dels seus pretesos drets a Río Muni i va delimitar la frontera amb el territori espanyol pel tractat de París (el territori espanyol va passar de 300.000 km² a 26,000 km²; el tractat fou ratificat el 22 de març de 1901). L'1 d'octubre de 1904 es va crear la colònia dels Territoris Espanyols del Golf de Guinea

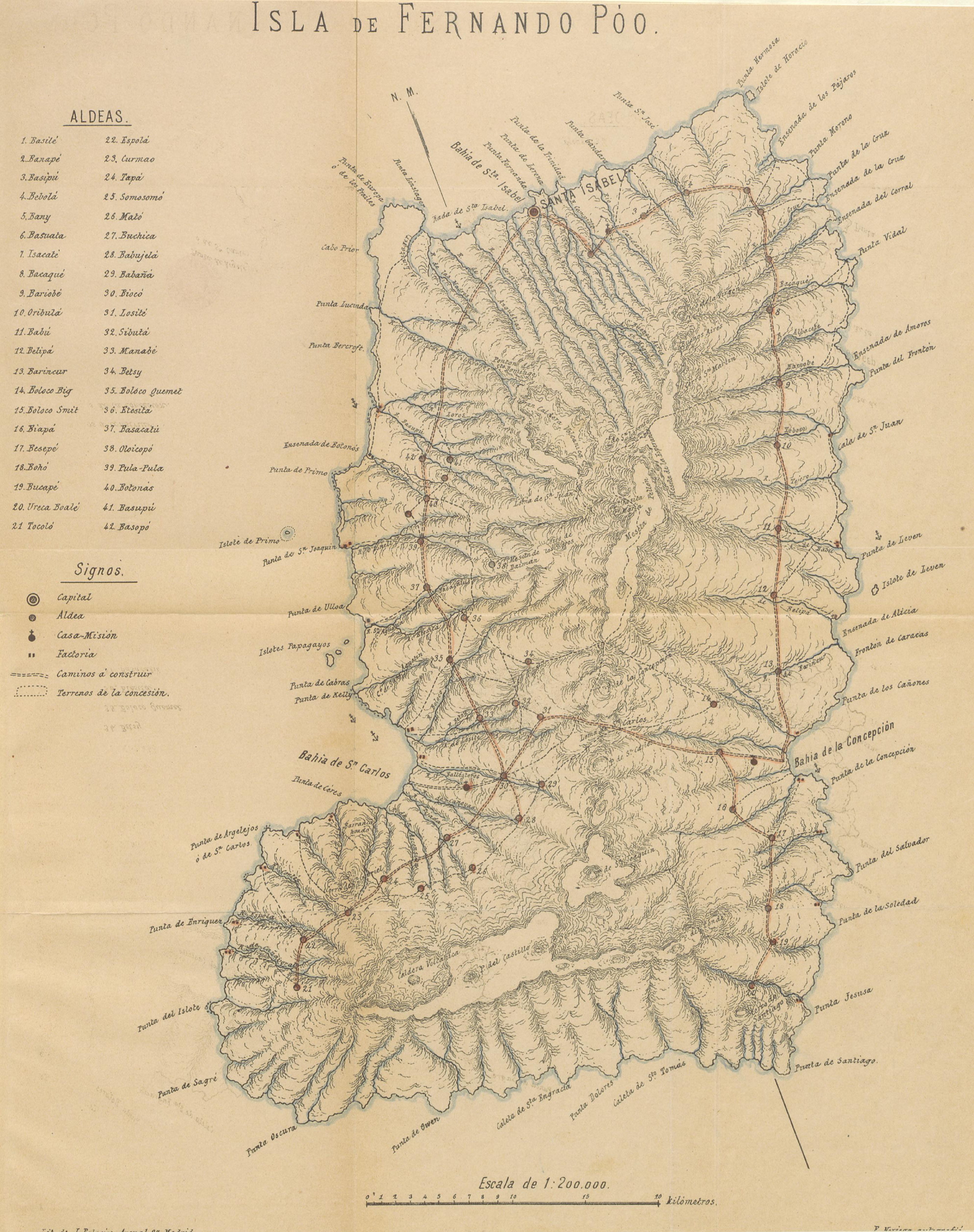
Illa de Fernando Póo el 1897

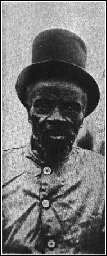
El rei Malabo de Bioko el 1930.

Espanya va reprendre activament la colonització de Guinea al començament del segle XX. A l'illa es va iniciar l'explotació de les seves riqueses i es va establir un govern colonial, sota el qual va haver-hi greus enfrontaments amb el cap local bubi Sás-Ebuera (entre 1899 i 1904 aprox.), qui va formar unes milícies nacionalistes i anticoloniales. Va ser capturat per les forces espanyoles i la seva negativa a acceptar l'autoritat del governador colonial li va portar a mantenir una vaga de gana, morint el 3 de juliol de 1904. També Malabo Lopelo Melaka (rei entre 1904 i 1937), fill de Moka, iniciarà una reivindicació moderada dels seus drets, amb l'últim enfrontament dels bubi contra els colonitzadors espanyols el 1910 a la regió de Sant Carlos, iniciat després de l'assassinat del cap espanyol León Rabadán i dos policies indígenes, morint en ell uns quinze mil bubis, entre civils i alçats; els enfrontaments amb l'autoritat colonial que es perllongarien no obstant això, ja en el continent, per l'expedició de càstig de Riu Muni de 1918. Immediatament després de la insurrecció de 1910, les forces colonials van pressionar al rei Malabo Lopelo Melaka perquè influís en els caps locals i evités nous enfrontaments. L'illa estava dividida el 1911 en 67 besés (localitats), cadascun governat per un botuku (cap-alcalde) i sobre ells el rei (muchuku), normalment coincidint amb el cap del vaig besar de Moka, qui disposa del seu lujua o tropa per imposar la seva autoritat.
Durant la primera meitat del segle XX Espanya va desenvolupar grans plantacions de cacau a l'illa amb milers de peons importats de la veïna Nigèria. L'11 d'agost de 1926 les tres administracions que conformaven la colònia dels Territoris espanyols del Golf de Guinea (Río Muni, Fernando Poo i Annobón) es van unificar en una sola administració anomenada Territori de la Guinea Espanyola. Al produir-se el cop d'estat contra la república Espanyola el juliol de 1936, l'administració de Fernando Poo (i Annobón) va passar als rebels el 25 de setembre i Río Muni va seguir el 14 d'octubre. En 1937, després de l'inici de la Guerra Civil espanyola, el rei bubi fou empresonat, morint el 19 d'abril del mateix any. Durant el règim de Franco va continuar la colonització. Fins a 1956, l'illa va formar part del Territori de Guinea Espanyola. El 21 d'agost de 1956 els territoris hispà-guineans van ser organitzats en província amb el nom de Província del Golf de Guinea.
El 1959 l'illa va passar a ser una província espanyola ultramarina, similar a les províncies metropolitanes. Per la llei de 30 de juliol de 1959, es va convertir a la província de Fernando Poo, a la Regió Equatorial Espanyola, iniciada formalment el 20 d'agost de 1959. El 15 de desembre de 1963 es va aprovar el plebiscit sobre l'autonomia que va instaurar la regió autònoma de Guinea Equatorial l'1 de gener de 1964. L'illa va ser usada com a base per a vols cap a Biafra durant la Guerra civil nigeriana. El 12 d'octubre de 1968 l'illa i el territori continental van accedir a la independència com Guinea Equatorial.

### L'illa i Guinea Equatorial
Després de la independència de Guinea Equatorial el 1968, la província de Fernando Poo va subsistir dividida en tres districtes (Annobon; Ela Nguema/San Fernando en la qual estava la capital del país, província i districte, Santa Isabel; i Luba/San Carlos) mentre la de Río Muni seguia dividida en quatre districtes; les dues províncies foren abolides el 1979 i els set districtes elevats a província. San Fernando equival al districte de Bioko Nord i San Carlos a la de Bioko Sud. L'illa va passar a rebre el nom de "Illa Macías Nguema Biyogo" entre 1973 i 1979, i la capital Santa Isabel es va denominar Malabo fins avui; Sant Fernando: Ela Nguema; Sant Carlos: Luba i Concepción Biaba: Riaba tot això sota el règim de Francisco Macías Nguema Bidyogo. Després del cop de 1979 l'illa va adoptar el nom de Bioko, en honor d'Adolfo Bioco, fill del rei Moka i germanastre del rei Malabo.
Actualment exerceix com a governador de Bioko Nord Baltasar Nsé Mesie (des de 2011) i de Bioko Sud José Luís Ada Nguema.

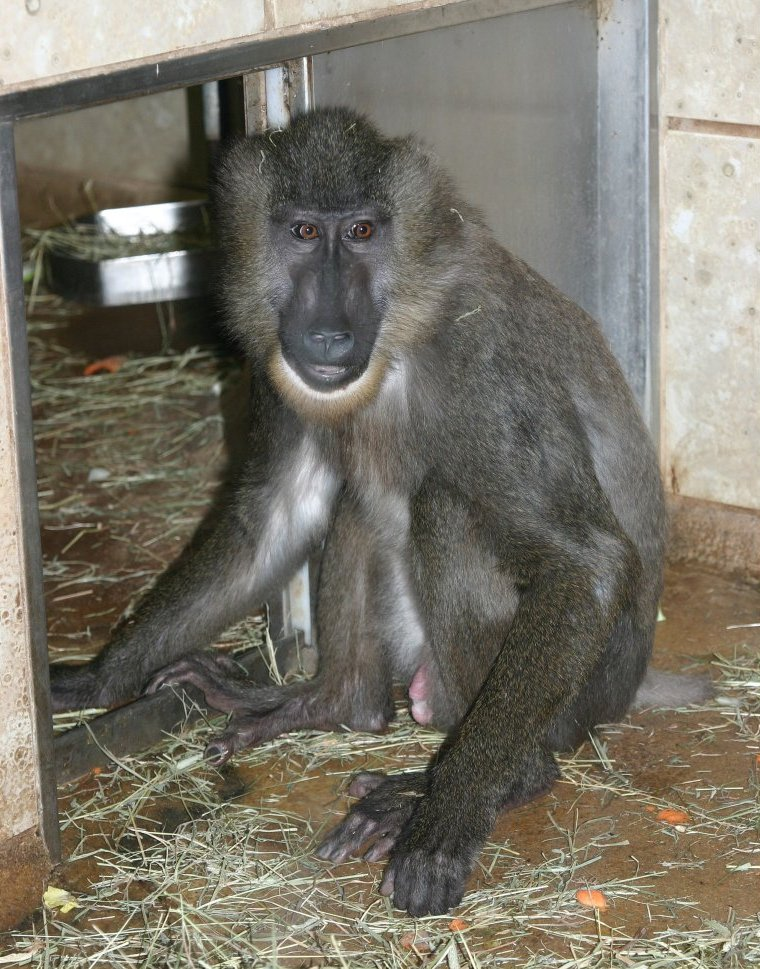
Drill, primat endèmic de la eco-regió.

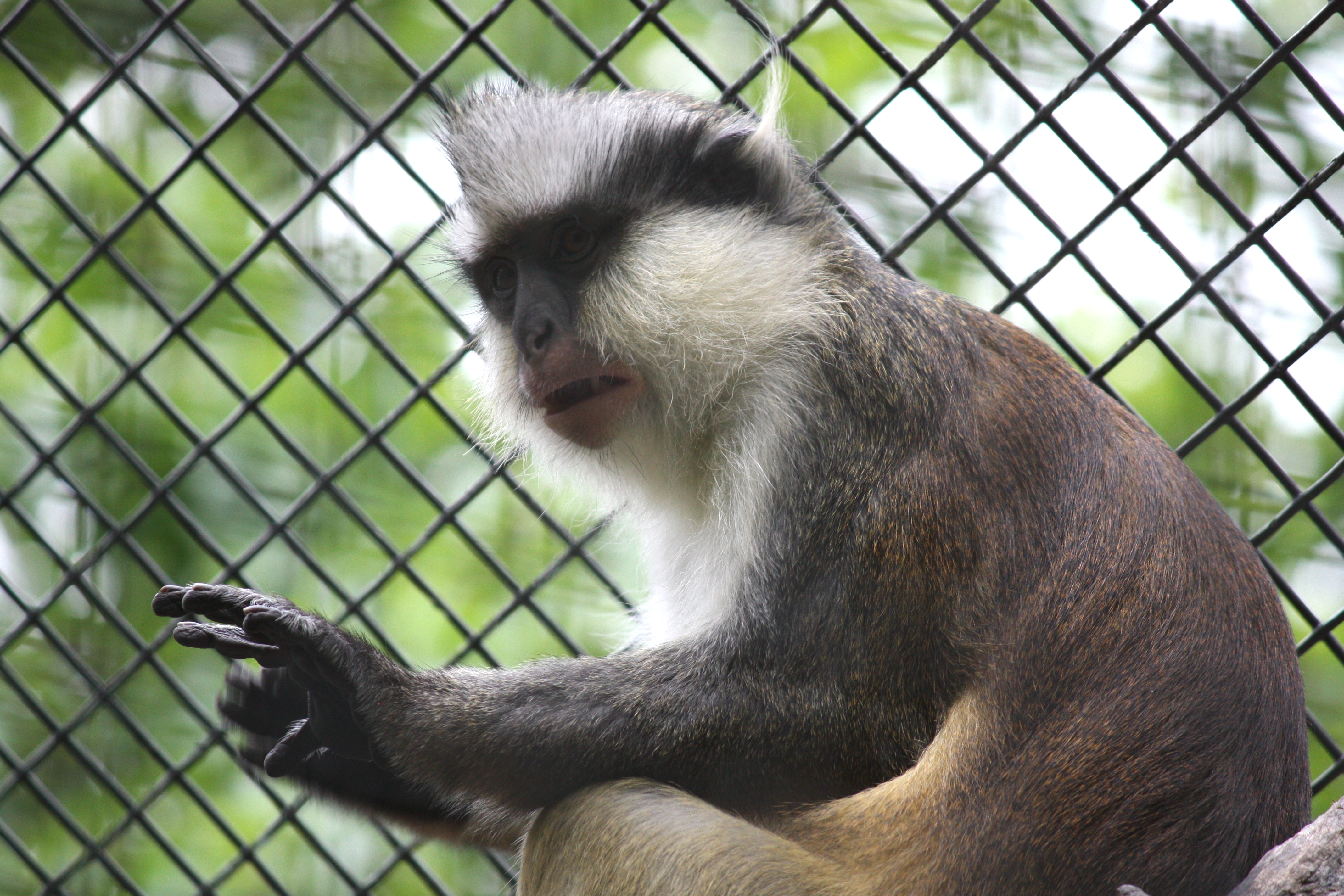
Cercopiteco coronat.

Els seus habitants parlen el bubi (llengua autòctona de l'illa de Bioko), espanyol, el Pichi un anglès mal parlat a més d'altres llengües. Existeix una abundant literatura guineana en espanyol. Les principals ciutats de l'illa són: Malabo (la capital del país i de Bioko Nord) i Luba (Capital de Bioko Sud).

## Fauna

### Primats
La naturalesa de l'illa és una de les més amenaçades de l'Àfrica Equatorial. En ella habita una enorme varietat d'espècies de micos endèmiques i en trànsit de desaparèixer. La més gran de totes les espècies és el dril (Mandrillus leucophaeus), la població del qual va descendir més del 30% en els últims anys, i de la qual deriven dues subespècies, una d'elles és endèmica de l'Illa, i l'altra habita en el continent.

## Governadors
- Felipe de los Santos Toro y Freyre, comte d'Argelejo 24 d'octubre de 1778 - 14 de novembre de 1778
- Joaquín Primo de Rivera y Pérez de Acal 14 de novembre de 1778 - 30 de desembre de 1781
- Vacant 30 de desembre de 1781 - 27 d'octubre de 1827
- Colònia de Port Clarence 1827-1843/1858
- John Beecroft 1843 - 1854 (governador anglès reconegut per Espanya com a governador espanyol)
- James W.B. Lynslager 1854 - 1858 (governador anglès reconegut per Espanya com a governador espanyol)
- Carlos de Chacón y Michelena 1858 - 1859
- José de la Gándara y Navarro 1859 - 1862
- Pantaleón López de la Torre Ayllón 1862 - 1865
- Francisco Osorio 1865
- Félix Recio 1865
- José Gómez de Barreda 1865 - 1868
- Félix Recio 1868
- Joaquín de Souza y Gallardo 1868 - 1869
- Clemente Ramos 1869
- Manuel Vial 1869 - 1870
- Zoilo Sánchez Ocaña 1870
- Manuel Vial 1870
- Felipe C. Argüelles 1870 - 1871
- Federico Anrich 1871
- Felipe C. Argüelles 1871
- Antonio Vivar 1871 - 1872
- Pedro Osa 1872
- Ignacio García Tudela 1872 - 1874
- Jacobo Varela 1874 - 1875
- Diego Santisteban y Chamorro 1875 - 1877
- Alejandro Arias Salgado 1877 - 1879
- Luis de la Pila 1879
- Juan Aguilar 1879
- José Montes de Oca y Aceñero 1879
- Enrique Santaló y Sáenz de Tejada 1879 - 1880
- José Montes de Oca y Aceñero 1880 - 1883
- Francisco Romera 1883
- Antonio Cano 1883 - 1884
- Waldo Pérez Cossio 1884 - 1885

### Governadors generals
- José Montes de Oca y Aceñero 1885-1887
- Juan de la Rocha 1887
- Luis Navarro 1887-1888
- José de Ibarra 1888
- Antonio Morena Guerra 1888-1890
- José de Ibarra 1890
- José Gómez de Barreda 1890
- José de Barrasa y Fernández de Castro 1890-1891
- Antonio Martínez 1891-1892
- Eulogio Merchán y Rico 1892-1893
- Dionisio Shelly 1893
- Pio Porcell 1893
- Dionisio Shelly 1893
- José de la Puente y Bassavé 1893-1895
- Agustín Cuesta 1895
- Adolfo de España y Gómez de Humarán 1895-1897
- Armando Pontes 1897
- Mateo Mezquida 1897
- Manuel Rico 1897
- José Rodríguez de Vera 1897-1899
- Francisco Guarro 1899
- Guillermo Lacave 1899
- Francisco Dueñas 1899-1901
- José de Ibarra y Autrán 1901-1905
- José Gómez de la Serna 1905-1906
- Diego Saavedra y Magdalena 1906
- Ángel Barrera y Luyando 1906-1907
- Luis Ramos Izquierdo y Vivar 1907-1908
- Luis Dabán 1908
- Diego Saavedra y Magdalena 1908
- José Centeno y Anchorena 1908-1910
- Ángel Barrera y Luyando 1910-1924
- Carlos Tovar de Revilla 1924-1926
- Miguel Núñez de Prado y Susbielas 1926-1931
- Adolfo García Amilivia (suplent) 1928
- José Domínguez Manresa (suplent) 1930-1931
- José Domínguez Manresa 1931
- Gustavo de Sostoa y Sthamer 1931-1932
- Pedro Agustín González Ordóñez 1932
- José Domínguez Manresa 1932-1933
- Estanislao Lluesma García 1933-1934
- José Domínguez Manresa (interí) 1934-1935
- Ángel Manzaneque Feltrer 1934-1935
- Luis Serrano Maranges 1935
- Luis Sánchez Guerra y Sáinz 1935-1936
- Estanislao Lluesma García 1936 (no va arribar a prendre possessió)
- Carlos Vázquez Ruiz 1936
- Luis Serrano Maranges 1936-1937 (colpista, en rebel·lió)
- Miguel Hernández Porcel 1936 (legal, a Rio Muni)
- Carlos Vázquez Ruiz (suplent de Serrano) 1936
- Manuel de Mendívil y Elío 1937
- Juan Fontán y Lobé 1937-1942
- Natividad Calzada y Castañeda (suplent) 1938
- Víctor Suances Díaz del Río (suplent) 1939
- Fernando González Lavín (suplent) 1940
- Víctor Suances Díaz del Río (suplent) 1940-1941
- Pedro Cano Manuel Aubarede (suplent) 1941
- José Luis Soraluce Irastorza (suplent) 1941-1942
- Mariano Alonso Alonso 1942-1944
- Rufino Pérez Barrueco (suplent) 1943-1944
- Juan María Bonelli Rubio 1944-1949
- Joaquín Bosch de la Barrera (suplent) 1944-1945
- Joaquín Bosch de la Barrera (suplent) 1946-1947
- Carlos Rodríguez Solano y Dueñas (suplent) 1948
- Pedro Grajera Torres 1949
- Faustino Ruíz González 1949-1962 (des de 20 d'agost de 1959 es crea la província però no es nomena governador civil; des de 1960 un governador a Rio Muni)
- Hermenegildo Altozano Moraleda (suplent) 1953-1954
- Francisco Núñez Rodríguez 1962-1964 (de facto governador civil de la província de Fernando Poo)
- Pedro Latorre Alcubierre 1964 (de facto governador civil de la província de Fernando Poo)
- Pablo Adolfo Góbena Mendo 1964-1968 (governador civil de la província de Fernando Poo, al costat d'un comissionat general per Fernando Poo i Rio Muni)